# Rondeletia subglabra
Rondeletia subglabra är en måreväxtart som beskrevs av Carl Karl Wilhelm Leopold Krug och Ignatz Urban. Rondeletia subglabra ingår i släktet Rondeletia och familjen måreväxter. Inga underarter finns listade i Catalogue of Life.